# HD 44700
HD 44700，又名BD+03 1221，SAO 113801、HR 2292，是一颗恒星，视星等为6.4，位于銀經206.36，銀緯-4.52，其B1900.0坐标为赤經6h 18m 2.3s，赤緯+3° -4.52′ 54″。